# Selección de baloncesto de Gabón
La selección de baloncesto de Gabón es el equipo formado por jugadores de nacionalidad gabonesa que representa a la Federación de Baloncesto de Gabón en las competiciones internacionales organizadas por la Federación Internacional de Baloncesto (FIBA) o el Comité Olímpico Internacional (COI): los Juegos Olímpicos, la Copa Mundial de Baloncesto y el AfroBasket.
En el AfroBasket 2015, Gabón finalizó octavo, su mejor puesto hasta ahora.

## Historia
Fue creada en el año 1965 y ese mismo año fue afiliada a FIBA África, aunque no fue hasta 1993 que logró clasificar a su primer torneo oficial, el AfroBasket que se jugó en Nairobi, Kenia en el que terminaron en noveno lugar.
Doce años después regresan al AfroBasket en la edición de Argel, Argelia en donde repiten el noveno lugar de 1993. En 2015 ha sido su mejor año luego de volver por tercera ocasión al AfroBasket en Radès, Túnez en el que terminaron en octavo lugar y logran clasificar por primera vez a los Juegos Panafricanos en los cuales terminaron en octavo lugar.

## Historial

### Copa Mundial
Resultado General: No ocupa puesto
| Copa Mundial de Baloncesto |
| --- |
| - 1950: No calificó - 1954: No calificó - 1959: No calificó - 1963: No calificó - 1967: No calificó - 1970: No calificó - 1974: No calificó - 1978: No calificó - 1982: No calificó - 1986: No calificó - 1990: No calificó - 1994: No calificó - 1998: No calificó - 2002: No calificó - 2006: No calificó - 2010: No calificó - 2014: No calificó - 2019: No calificó - 2023: No calificó - 2027: TBD |

### Juegos Olímpicos
| Baloncesto en los Juegos Olímpicos |
| --- |
| - Berlín 1936: No calificó - Londres 1948: No calificó - Helsinki 1952: No calificó - Melbourne 1956: No calificó - Roma 1960: No calificó - Tokio 1964: No calificó - México 1968: No calificó - Múnich 1972: No calificó - Montreal 1976: No calificó - Moscú 1980: No calificó - Los Ángeles 1984: No calificó - Seúl 1988: No calificó - Barcelona 1992: No calificó - Atlanta 1996: No calificó - Sídney 2000: No calificó - Atenas 2004: No calificó - Pekín 2008: No calificó - Londres 2012: No calificó - Río 2016: No calificó - Tokio 2020: No calificó - París 2024: No calificó |

### AfroBasket
| Afrobasket | Afrobasket  | Afrobasket | Afrobasket  | Afrobasket | Afrobasket  |
| ---------- | ----------- | ---------- | ----------- | ---------- | ----------- |
| 1962:      | No calificó | 1964:      | No calificó | 1965:      | No calificó |
| 1968:      | No calificó | 1970:      | No calificó | 1972:      | No calificó |
| 1974:      | No calificó | 1975:      | No calificó | 1978:      | No calificó |
| 1980:      | No calificó | 1981:      | No calificó | 1983:      | No calificó |
| 1985:      | No calificó | 1987:      | No calificó | 1989:      | No calificó |
| 1992:      | No calificó | 1993:      | 9° Lugar    | 1995:      | No calificó |
| 1997:      | No calificó | 1999:      | No calificó | 2001:      | No calificó |
| 2003:      | No calificó | 2005:      | 9° Lugar    | 2007:      | No calificó |
| 2009:      | No calificó | 2011:      | No calificó | 2013:      | No calificó |
| 2015:      | 8° Lugar    | 2017:      | No calificó |            |             |

### Videos
- Cape Verde v Gabon - Game Highlights - Round of 16 - AfroBasket 2015 Youtube.com video

- Datos: Q2449932